# Блэк, Мари
Мари Блэк (англ. Mhairi Black; род. 12 сентября 1994, Пейсли, Ренфрушир, Шотландия) — шотландский и британский политик, член Палаты общин (с 2015 года).

## Биография
Мари Блэк — дочь многолетнего сторонника Лейбористской партии, бывшего учителя Алана Блэка. По собственному утверждению Мари, она вступила в Шотландскую национальную партию, увидев «уровень бедности и несправедливости, преобладающей в нашем обществе», и вспомнив определение понятия «социальная справедливость» из присущего только Шотландии универсального школьного курса modern studies. В 2014 году оставила подработку в Pizza Mario и активно включилась в политическую деятельность при подготовке референдума о независимости Шотландии. Будучи студенткой четвёртого курса университета Глазго, Мари Блэк 7 мая 2015 года одержала победу на общенациональных парламентских выборах в избирательном округе Пейсли и Южный Ренфрушир над видным лейбористом Дугласом Александером, получив 23 548 голосов против 17 854 голосов у её противника. Доверие Блэк оказали 50,9 % избирателей, что на 32,9 % выше аналогичного показателя ШНП в этом округе на предыдущих выборах.
В избирательной кампании дочери участвовал отец. Победа девушки тем более примечательна, что лейбористы непрерывно представляли этот округ в Палате общин последние 70 лет.
В свои 20 лет Мари считается самым молодым депутатом в истории британского парламента с 1667 года, когда Кристофер Монк был избран в возрасте 13 лет.

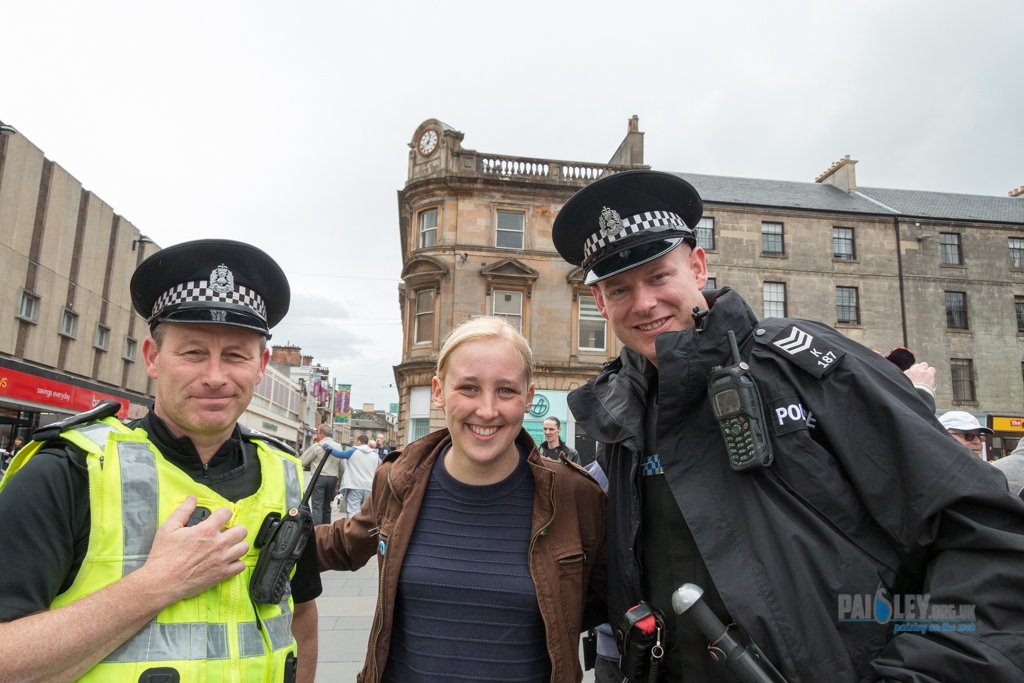
На манифестации за ядерное разоружение (Пейсли, 16 июля 2017).

Утверждения о рекордно юном возрасте Мари, однако, опровергаются данными специализированного сайта по истории британского парламента, согласно которым в период до 1832 года не достигшие минимально допустимого возраста депутаты редко исключались из числа парламентариев. В частности, в 1806 году 18-летний Роберт Джоселин был избран в Палату общин и сохранил своё кресло.
14 июля 2015 года произнесла свою первую речь в парламенте, в которой говорила о кризисе государства всеобщего благосостояния (в том числе о растущей необходимости банков продовольствия) и выступила с критикой политики «жёсткой экономии», в частности правительственных подходов к проблеме безработицы и сокращения расходов на коммунальные субсидии малоимущим. В течение 5 дней её выступление на различных ресурсах просмотрели более 10 миллионов раз.
Досрочные парламентские выборы 2017 года стали для консерваторов лучшими в Шотландии с 1983 года и принесли ШНП поражение — партия победила только в 35 шотландских округах из 59, потеряв 21 место. В частности, своих мандатов лишились бывший лидер партии Алекс Салмонд и действующий заместитель лидера — Ангус Робертсон. Тем не менее, Блэк вновь победила в своём прежнем округе, хотя и с худшим результатом (её преимущество над сильнейшим из соперников снизилось с 6 тыс. голосов до 2,5 тыс.).
4 июля 2023 года Блэк объявила о том, что не будет выставлять свою кандидатуру на следующих парламентских выборах.

## Личная жизнь
Блэк «не религиозна, но регулярно читает Библию» и определяет себя как «традиционную социалистку», называя своим кумиром в политике левого лейбориста Тони Бенна. Она была активной пользовательницей Twitter с 14-летнего возраста.
Мари — поклонница футбольного клуба Партик Тисл, играет на гитаре. В интервью BBC после выборов с улыбкой ответила на вопрос о любимой песне — The Times They Are A-Changing! Боба Дилана.
6 декабря 2015 года Кеннет Калман, канцлер университета Глазго, где ранее Блэк получила степень магистра искусств по специальности «политика», официально объявил о присвоении ей почётного звания «выпускник года» (Young Alumnus of the Year).